# Nyctemera simalura
Nyctemera simalura là một loài bướm đêm thuộc phân họ Arctiinae, họ Erebidae.